# Bodolz
 Bodolz  – miejscowość i gmina w południowych Niemczech, w kraju związkowym Bawaria, w rejencji Szwabia, w regionie Allgäu, w powiecie Lindau (Bodensee). Leży około 3 km na północ od Lindau (Bodensee), przy drodze B31 i linii kolejowej Bodenseegürtelbahn.

## Polityka
Wójtem gminy jest Ursula Sauter z Unabhängige Bürger e.V., w skład rady gminy wchodzi 16 radnych:
|      | Bürgerschaft | Unabhängige Bürger e.V. | Freie Aktive Bodolzer | Razem |
| 2008 | 7            | 6                       | 3                     | 16    |